# Maria fille de la forêt
Pour plus de détails, voir Fiche technique et Distribution.
Maria fille de la forêt (titre original : Wetterleuchten um Maria) est un film allemand réalisé par Luis Trenker, sorti en 1957.
Il s'agit d'une adaptation du roman du même nom de Hans Ernst paru en 1955.

## Synopsis
Thomas Sebald est un jeune chasseur. Il tombe amoureux de la jolie fille du maire d'un petit village de montagne. Le père de Maria est non seulement le maire tout puissant du village, mais également le chef d'un groupe de braconniers. Thomas devient l'ennemi naturel du maire. Quand il lui tire dessus en légitime défense, le village l'accuse de meurtre. Il est finalement condamné à la prison pour homicide involontaire. Maria reste seule dans le village, mais est convaincue que Thomas est innocent. Le rival de Thomas, Kaspar, voit sa chance venir et approche Maria. Maria sait que Kaspar appartient également à la bande et accepte le mariage à condition que Kaspar retire la fausse déclaration contre Thomas. Kaspar accepte et Thomas est libéré de prison. Lorsque le village soupçonne Kaspar d'avoir témoigné devant le tribunal en faveur de Thomas et qu'il s'échappe dans la forêt, il est persécuté par la bande. Kaspar meurt. Enfin, Maria et Thomas sont ensemble.

## Fiche technique
- Titre : Maria fille de la forêt
- Titre original : Wetterleuchten um Maria
- Réalisation : Luis Trenker assisté de Max Diekhout
- Scénario : Ilse Lotz-Dupont (de), Tibor Yost (de)
- Musique : Harald Böhmelt (de)
- Direction artistique : Toni Bichl, Curt Stallmach (de)
- Costumes : Brigitte Scholz
- Photographie : Albert Benitz
- Son : Oskar Nekut
- Montage : Lieselotte Prattes
- Production : Ernst Neubach
- Société de production : Neubach Film
- Société de distribution : Constantin Film
- Pays de production :  Allemagne de l'Ouest
- Langue : allemand
- Format : Couleur - 1,37:1 - mono - 35 mm
- Genre : Drame
- Durée : 94 minutes
- Dates de sortie :
  - Allemagne de l'Ouest : 10 octobre 1957.
  - France : 26 juin 1959[1].

## Distribution
- Marianne Hold : Maria
- Bert Fortell : Thomas Sebald
- Harald Maresch : Kaspar
- Viktor Staal (de) : Le maire
- Mathias Wieman : Le prêtre
- Wolf Albach-Retty : Le baron Siebenzell
- Katja Kessler : Isabella Siebenzell
- Johanna König : Kathel
- Kai Fischer : Kathrin
- Paul Richter : Le garde-forestier
- Ruth Kappelsberger : Anna
- Walter Ladengast : Sepp